# Rumicolca

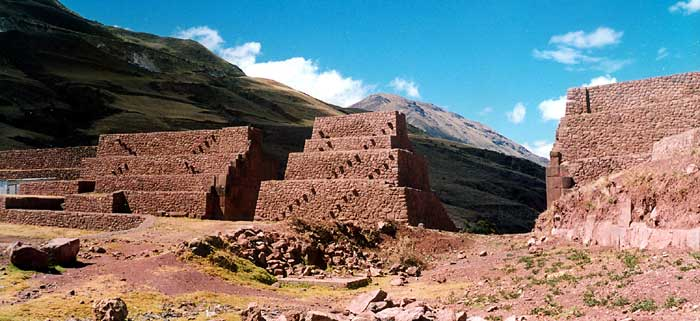
Från tullstationen Rumicolca bevakades östra ingången till Cuscodalen

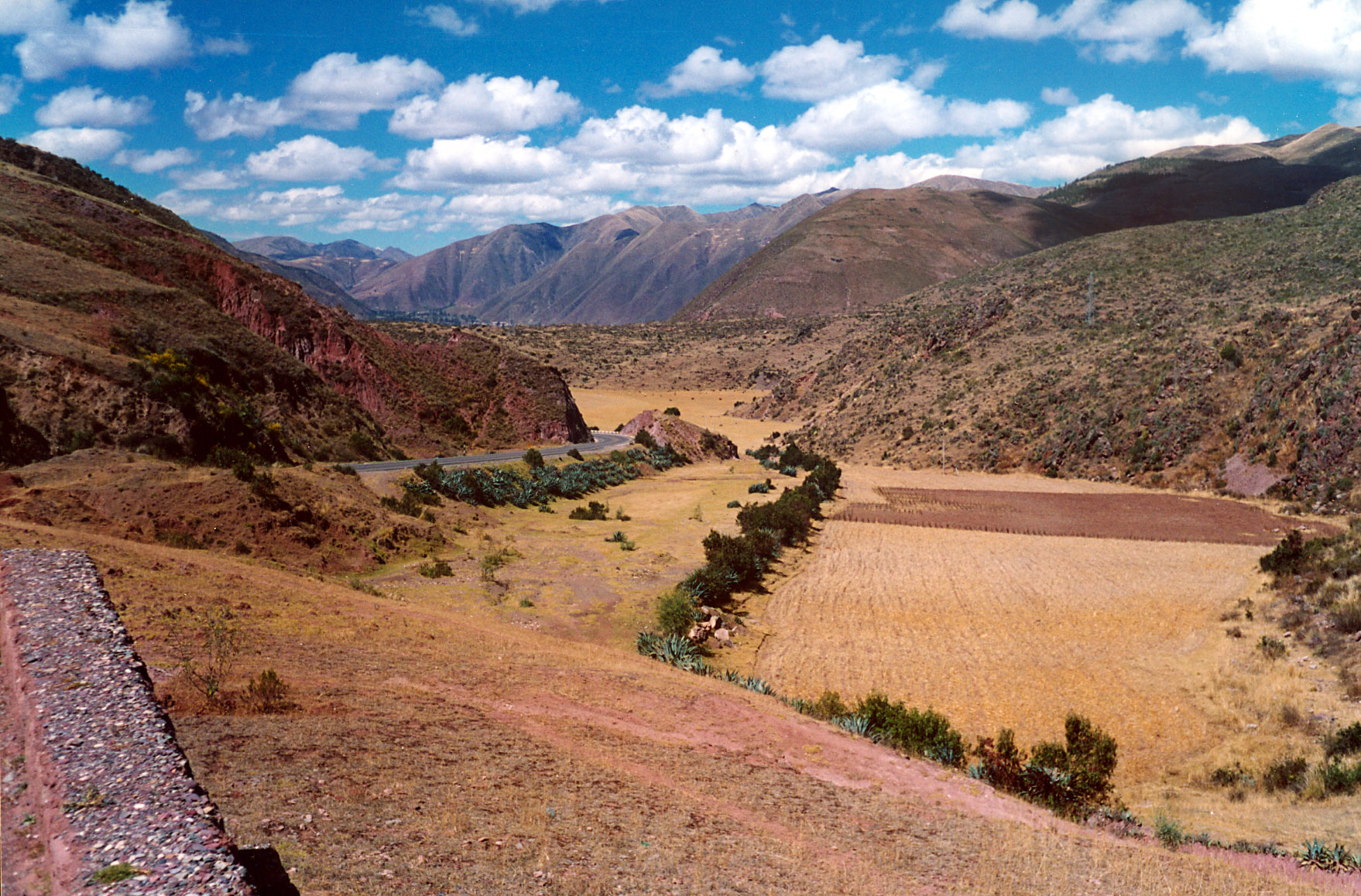
Efter Rumicolca öppnar sig Cuscodalen

Rumicolca (quechua Rumiqullqa) fungerade som en tullstation. Från den bevakades den östra ingången till Cuscodalen.
Konstruktionen byggdes av tidigare kulturer men kläddes med släta stenar av inkafolket. På insidan av själva genomgången finns utskjutande partier på stenarna (så kallade protuberanser). Dessa har sannolikt haft en symbolisk betydelse och torde vara en form av bildskrift (ideogram).
(Förväxla dock inte dessa små utskjutande partierna som inte syns i bild, med de stora trappsteg som är inbyggda i muren(!))